# RAF Second Tactical Air Force
Die Second Tactical Air Force (2TAF; deutsch „2. taktische Luftflotte“) war ein militärischer Verband der Royal Air Force (RAF), der 1943 während des Zweiten Weltkrieges aufgestellt wurde und bis 1959, zeitweise als British Air Forces of Occupation, bestand. Er war einer von drei solchen Verbänden in der Geschichte der RAF.

## Geschichte

### Vorgeschichte und Aufstellung
Der Aufstellung des Verbands war eine längere Debatte über die effektivste Form der taktischen Luftunterstützung für Bodenstreitkräfte sowohl innerhalb der RAF als auch mit der Army vorausgegangen. Während letztere, unterstützt vom Chef des Imperialen Generalstabs Sir Alan Brooke, wiederholt die Bildung einer eigenen Heeresluftwaffe forderte, bestand erstere auf der Wahrung einer einheitlichen Führung der Luftstreitkräfte. Basierend auf den Erfahrungen der Niederlage beim Westfeldzug, in dem die deutsche Luftwaffe ungleich effektiver als die Alliierten die Heereskräfte unterstützt hatte, erfolgte im Dezember 1940 die Bildung eines RAF Army Cooperation Command. Eine engere Zusammenarbeit zwischen Army und Air Force wurde in der Folge im Ausbildungsprogramm und in den Führungsgrundsätzen verankert und im Afrikafeldzug mit Hilfe neugeschaffener Führungsmittel durch die Desert Air Force und die 8. Armee erfolgreich praktiziert.
Im Juli 1942 schlug Air Marshal John Slessor für die geplante Landung die Bildung einer gemischten Streitkraft aus Jäger-, taktischen Bomber- und Aufklärungsstaffeln unter einer zentralen Kommandobehörde vor, die sich ausschließlich auf die Heeresunterstützung konzentrieren und über eng mit dem Heer verzahnte Kommandostrukturen verfügen sollte. Seiner Meinung nach sollte diese dem RAF Fighter Command unterstehen, das mit seiner ausgereiften Führungs- und Kommunikationsinfrastruktur am ehesten die Koordinationsaufgaben bewältigen könne. In einer großangelegten Übung unter dem Codenamen „Spartan“ im März 1943 konnte die Überlegenheit von Slessors Composite Group demonstriert werden und am 1. Mai 1943 gaben die britischen Chiefs of Staff ihre Zustimmung zur Aufstellung einer RAF Air Expeditionary Force. Das Army Co-operation Command wurde aufgelöst und am 1. Juni 1943 an seiner Stelle in Bracknell das HQ Tactical Air Force gebildet, das im November des gleichen Jahres in 2nd Tactical Air Force umbenannt wurde.
Als erster Oberbefehlshaber wurde Air Marshal John D'Albiac ausgewählt, der zuvor die No. 2 Bomber Group befehligt hatte. Im Januar 1944 übernahm dann Air Marshal Arthur Coningham diesen Posten, der frühere Befehlshaber der Desert Air Force, der danach die alliierten taktischen Luftstreitkräfte im Italienfeldzug geführt hatte. Ein vorgeschobenes Hauptquartier wurde in Hillingdon bezogen.
Der Aufstellung des HQ TAF folgte im August 1943 die Bildung des Hauptquartiers Allied Expeditionary Air Force (AEAF) unter Air Chief Marshal Trafford Leigh-Mallory, dem im November die nunmehr umbenannte 2TAF und später die aus Nordafrika nach England transferierte 9. US-Luftflotte, geführt von Lewis H. Brereton, unterstellt wurden. Die AEAF ihrerseits unterstand direkt dem für die gesamte Operation Overlord verantwortlichen, im Dezember 1943 gebildeten Supreme Headquarters Allied Expeditionary Force unter US-General Dwight D. Eisenhower.

### Organisation und Ausrüstung
Unterstellt waren ihr zu Beginn die mit leichten und mittleren Bombern ausgerüstete No. 2 (Bomber) Group vom Bomber Command und die aus Jägern und Jagdbombern bestehende No. 83 und No. 84 (Composite) Group vom Fighter Command. Letztere sollten später jeweils einer der beiden britisch-kanadischen Armeen direkt zugeordnet sein. Der No. 34 (Photographic Reconnaissance) Wing wurde für Aufgaben der Luftbildaufklärung gebildet. Später kam noch die No. 85 (Base) Group hinzu, die über Tag- und Nachtjäger zur Stützpunktverteidigung verfügte.
Als Aufgaben der 2TAF wurden die Erringung der Luftüberlegenheit, direkte (Luftnahunterstützung, Abriegelung aus der Luft) und indirekte (u. a. Angriffe auf Nachschublinien) Unterstützung der Bodentruppen und Aufklärung festgelegt. Die Composite Groups verfügten über Jagdbomber der Typen Spitfire, Tempest/Typhoon und Mustang, die leichte Bombergruppe über Bomber der Typen Mitchell, Boston und Mosquito, wobei letztere auch als Nachtjäger bei der No. 85 (Base) Group verwendet wurden. Gegen Ende des Krieges kam in geringem Umfang auch die düsengetriebene Gloster Meteor zum Einsatz.

### Einsatz während des Zweiten Weltkriegs

#### Normandie

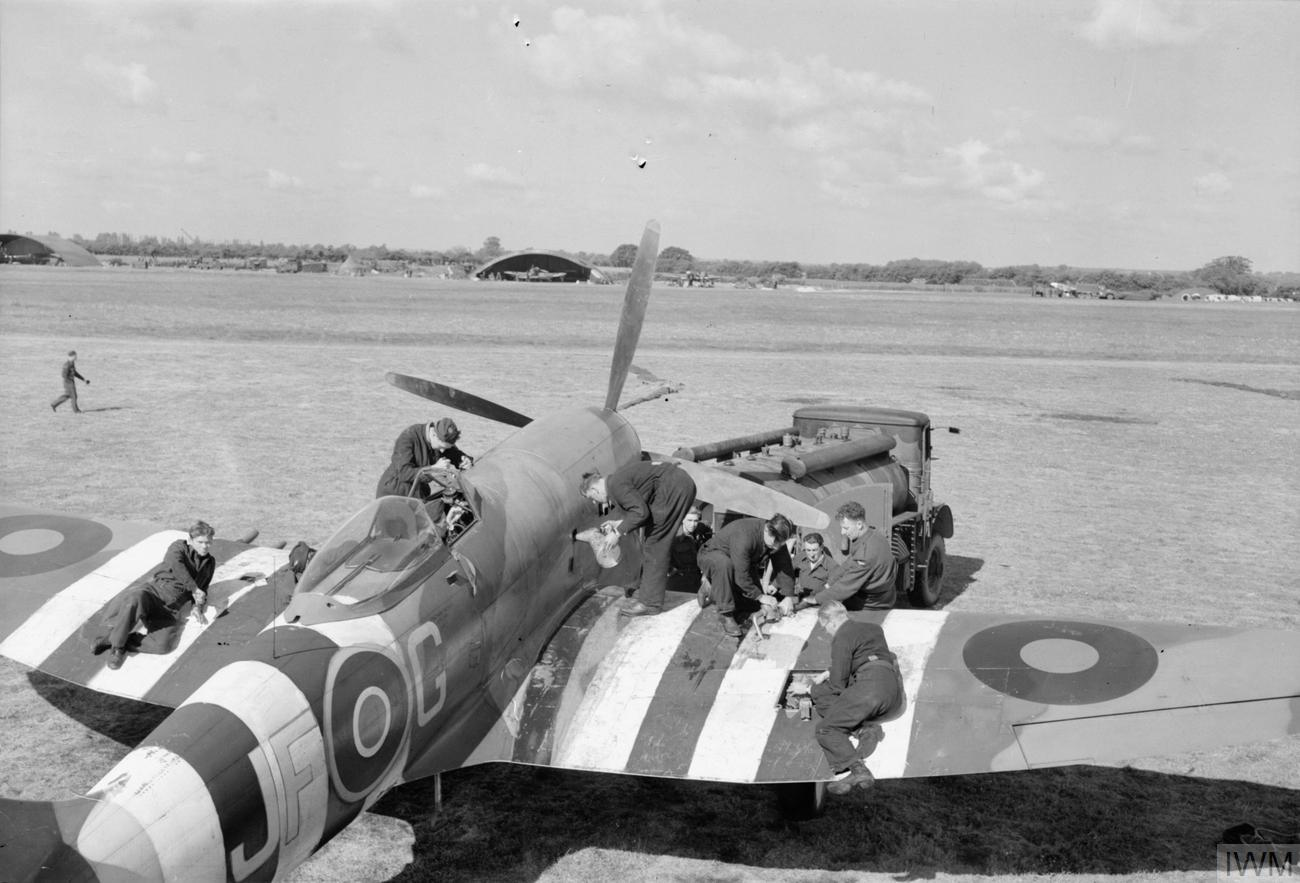
Aufmunitionierung einer Hawker Tempest Mark V der No. 3 Squadron (mit „Invasionsstreifen“) auf RAF Newchurch, 12. Juni 1944

Vor der Landung in der Normandie am 6. Juni 1944 wurden die No. 83 und No. 84 Group unter anderem zur Bekämpfung deutscher Radarinstallationen eingesetzt. Die No. 2 Group flog vorwiegend Angriffe gegen Eisenbahnziele wie Rangierbahnhöfe und Bahnbetriebswerke sowie weitere Transportziele wie Brücken. Hinzu kamen hunderte Aufklärungsmissionen.
Am D-Day der Operation Overlord und den ersten Tagen nach der Landung waren Jagdschutz und bewaffnete Aufklärung die primären Aufgaben der aus Südengland operierenden Jagdbomberstaffeln. Insbesondere sollte die Verlegung deutscher Verstärkungen in die Landezone unterbunden werden. Bereits am 7. Juni wurde der erste Behelfsflugplatz der 2nd TAF bei Sainte-Croix-sur-Mer fertiggestellt und wenig später in Betrieb genommen. Mit der Vergrößerung des Landekopfes wuchs die Zahl solcher Advanced Landing Grounds der 2TAF in der Normandie auf über 30.
Die Aufgaben der 2nd TAF waren nunmehr vorrangig Luftnahunterstützung und Gefechtsfeldabriegelung. Dabei operierten die Jagdbomberstaffeln bei Tag und die Bomberstaffeln der No. 2 Group bei Nacht. Der Einsatz von Forward Air Controllern und das Cab-Rank-System wurden in der Normandie weiter perfektioniert. Zum Gelingen der Operation Overlord trug ganz wesentlich die alliierte Luftüberlegenheit bei. Einen großen Anteil hatten die alliierten Jagdbomber etwa an der Zerschlagung des deutschen Angriffs Unternehmen Lüttich und dem Erfolg des Kessels von Falaise. Mit der Aktivierung der 1. Kanadischen Armee als Teil der nun aus zwei Armeen bestehenden 21st Army Group Ende Juli trat die vorgesehene Regelung in Kraft, nach der diese mit der No. 84 Group und die britische 2. Armee mit der No. 83 Group kooperierte.
Auch an den Angriffen auf V-Waffen-Anlagen im Rahmen der Operation Crossbow waren Flugzeuge der 2nd TAF beteiligt. Einer der bemerkenswertesten Einsätze war der Angriff von Typhoon-Jagdbombern und Mitchell-Bombern auf das Hauptquartier der Panzergruppe West am 10. Juni, der dieses für längere Zeit lahmlegte.

#### Belgien, Niederlande und Deutschland
Mit dem schnellen Vormarsch der Alliierten im August und September begann die Vorwärtsverlegung der Einheiten der 2nd TAF auf Basen im Pas-de-Calais und schließlich in Belgien. Gleichzeitig wurden unter anderem Angriffe gegen die deutschen Kanalfestungen geflogen. Die Jäger der 2nd TAF stellten die Eskorte der Transportflugzeuge und Lastensegler während der Operation Market Garden. Danach wurden die ersten Flugplätze in den Niederlanden bezogen. Im November 1944 folgten Einsätze gegen die Insel Walcheren während der Schlacht an der Scheldemündung. Die Typhoon-Piloten des No. 146 Wing flogen Angriffe auf die Gestapo-Hauptquartiere in Amsterdam und Rotterdam.
Am 1. Januar 1945 startete die deutsche Luftwaffe im Zusammenhang mit der Ardennenoffensive im Unternehmen Bodenplatte ihre letzte größere Offensivaktion an der Westfront. Ziel war es, mit einem Angriff im Morgengrauen auf die alliierten Frontflugplätze in den Niederlanden, Belgien und Frankreich den taktischen Luftflotten der Alliierten einen schweren Schlag zu versetzen. Obwohl ca. 140 Flugzeuge der 2nd TAF und ca. 300 insgesamt zerstört wurden, war die Aktion ein Fehlschlag, vor allem aufgrund der deutschen Pilotenverluste.

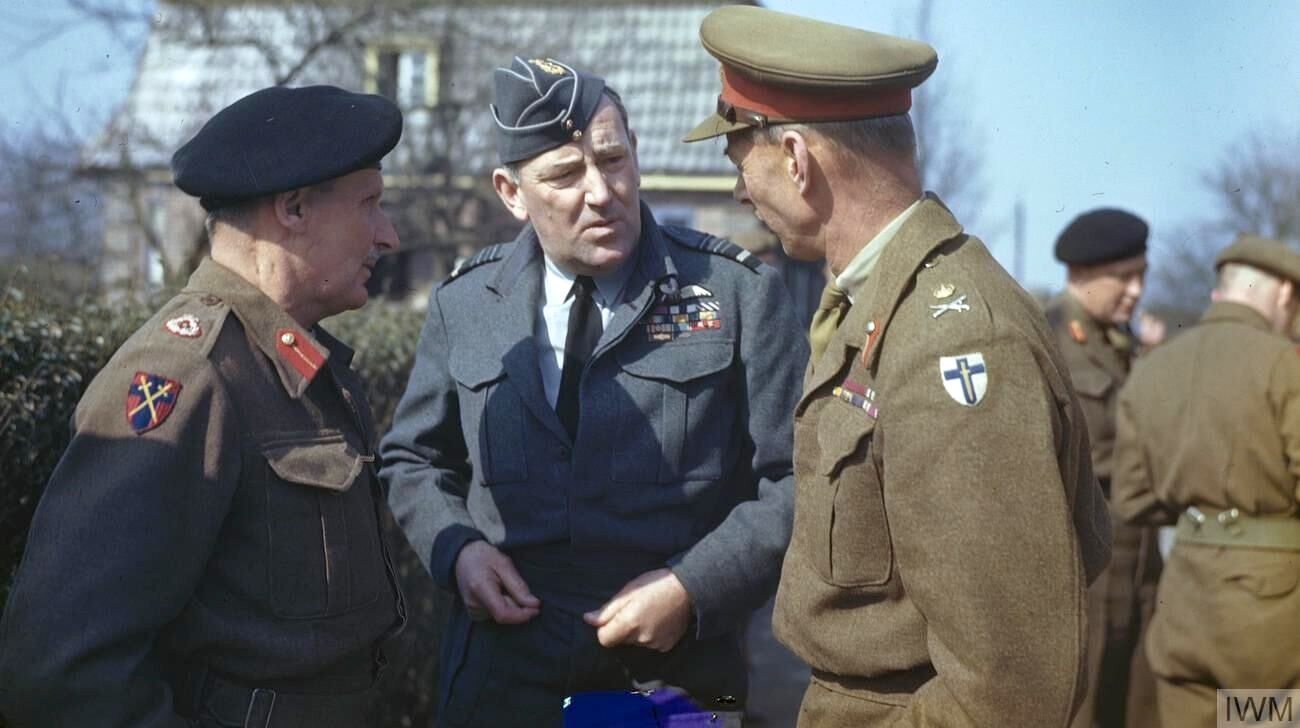
Arthur Coningham (Mitte) während einer Besprechung mit Bernard Montgomery und Miles Dempsey über die Operation Varsity, 22. März 1945

Im Februar 1945 unterstützten die Jagdbomber der 2nd TAF das Vorgehen der britisch-kanadischen Truppen während der Schlacht im Reichswald. Am 22. Februar nahmen die mittleren Bomber der No. 2 Group an der großangelegten Operation Clarion teil, die sich gegen Transportziele im Deutschen Reich und den Niederlanden richtete.
Mit der Rheinüberquerung der 21st Army Group (Operation Plunder) begann Ende März erneut der Bewegungskrieg. Am 2. Mai wurde von der 2nd TAF der östlichste Punkt ihres Vormarsches bei Lübeck erreicht. Die letzte Kampfhandlung der 2nd TAF fand am Morgen des 5. Mai statt, als die Teilkapitulation der Wehrmacht für Nordwestdeutschland, Dänemark und die Niederlande in Kraft trat. In den letzten Kriegstagen hatten die Jagdbomber der 2nd TAF noch über 100 Schiffe in der Ostsee versenkt, darunter am 3. Mai zwei, die mit KZ-Häftlingen gefüllt waren (Cap Arcona und Thielbek).

### Nachkriegszeit
Am 15. Juli 1945 wurde die 2nd Tactical Air Force in British Air Forces of Occupation (BAFO) mit Hauptquartier in Bad Eilsen umbenannt, deren Stärke bis Ende 1947 deutlich von ihrem Kriegsstand reduziert wurde. Im September 1951 erfolgte die Rückbenennung in 2nd Tactical Air Force. 1952 wurde durch die mittlerweile gegründete NATO die Second Allied Tactical Air Force (2 ATAF) aufgestellt, deren Oberbefehlshaber jeweils in Personalunion Befehlshaber der 2nd Tactical Air Force war. Zum 1. Januar 1959 wurde die britische 2nd TAF endgültig in Royal Air Force Germany umbenannt.

## Oberbefehlshaber
- Air Marshal Sir John D’Albiac (1943–1944)
- Air Marshal Sir Arthur Coningham (1944–1945)
- Air Chief Marshal Sir Sholto Douglas (1945–1946)
- Air Marshal Sir Philip Wigglesworth (1946–1948)
- Air Marshal Sir Thomas Williams (1948–1951)
- Air Chief Marshal Sir Robert Foster (1951–1953)
- Air Marshal Sir Harry Broadhurst (1953–1956)
- Air Marshal Percy Bernard, 5. Earl of Bandon (1956–1957)
- Air Marshal Sir Humphrey Edwardes-Jones (1957–1959; danach RAF Germany)